# Jan Pilch (polityk)
Jan Pilch (ur. 5 sierpnia 1907 w Myślenicach, zm. 1967 w Zawierciu) – polski polityk, prezydent Zawiercia w latach 1945–1950, przewodniczący Prezydium Miejskiej Rady Narodowej w Zawierciu w latach 1950–1951.

## Życiorys
Pochodził z rodzinny chłopskiej. W 1931 roku zdał maturę w Państwowym Gimnazjum Koedukacyjnym im. Tadeusza Kościuszki w Myślenicach. W 1935 roku ukończył prawo na Uniwersytecie Jagiellońskim, a następnie pracował w Starostwie Powiatowym w Zawierciu. W 1945 roku został mianowany prezydentem Zawiercia, którą do funkcję pełnił do 1951 roku (od 1950 jako przewodniczący Prezydium Miejskiej Rady Narodowej). W 1951 roku, po odejściu ze stanowiska, podjął pracę w przemyśle włókienniczym. Był dyrektorem oraz radcą prawnym Zawierciańskich Zakładów Przemysłu Bawełnianego.
Został pochowany na cmentarzu rzymskokatolickim w Zawierciu.

## Ordery i odznaczenia
- Złoty Krzyż Zasługi (18 stycznia 1946)[3]
- Srebrnym Krzyż Zasługi